# Delawaremonumentet

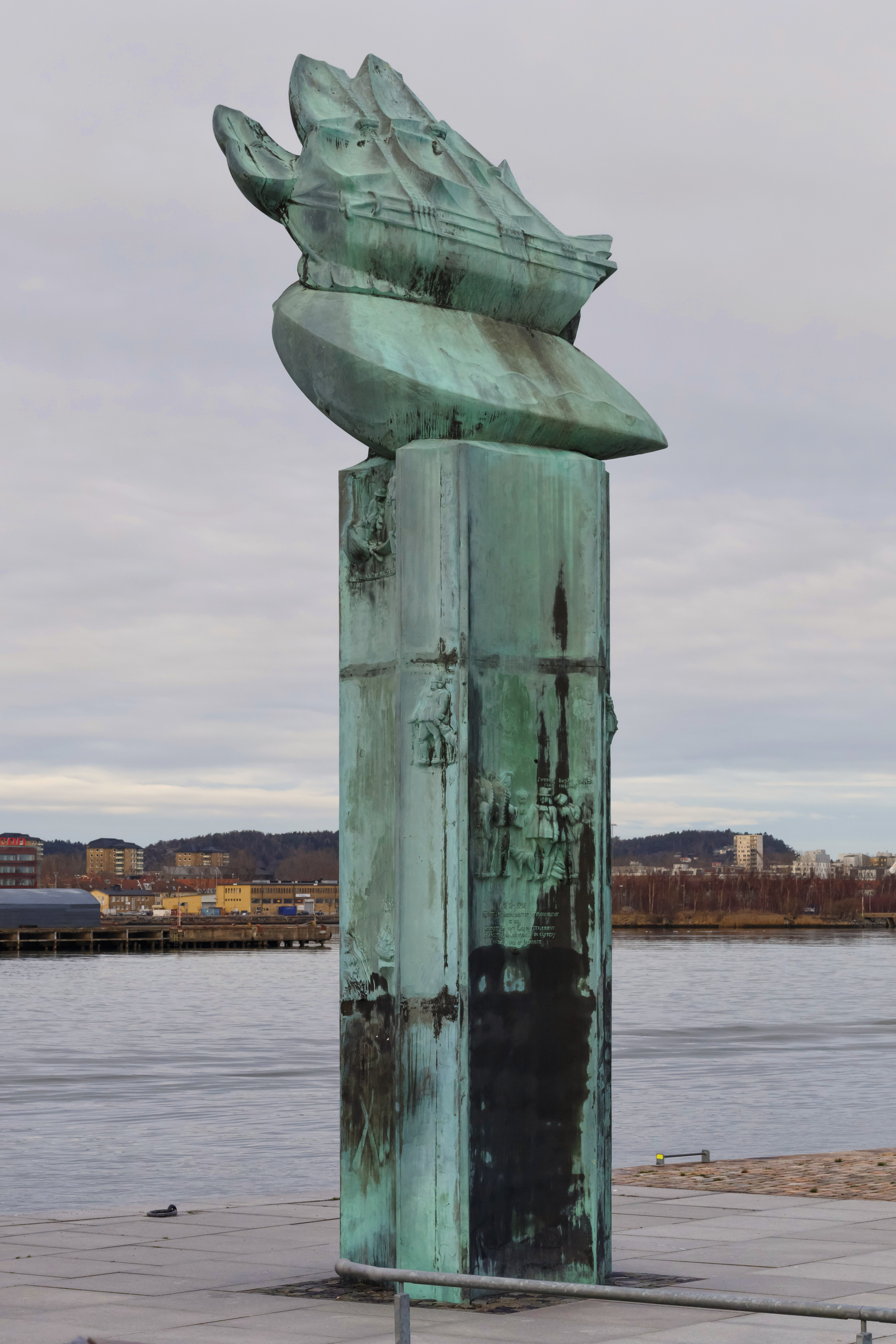
Delawaremonumentet i Göteborg.

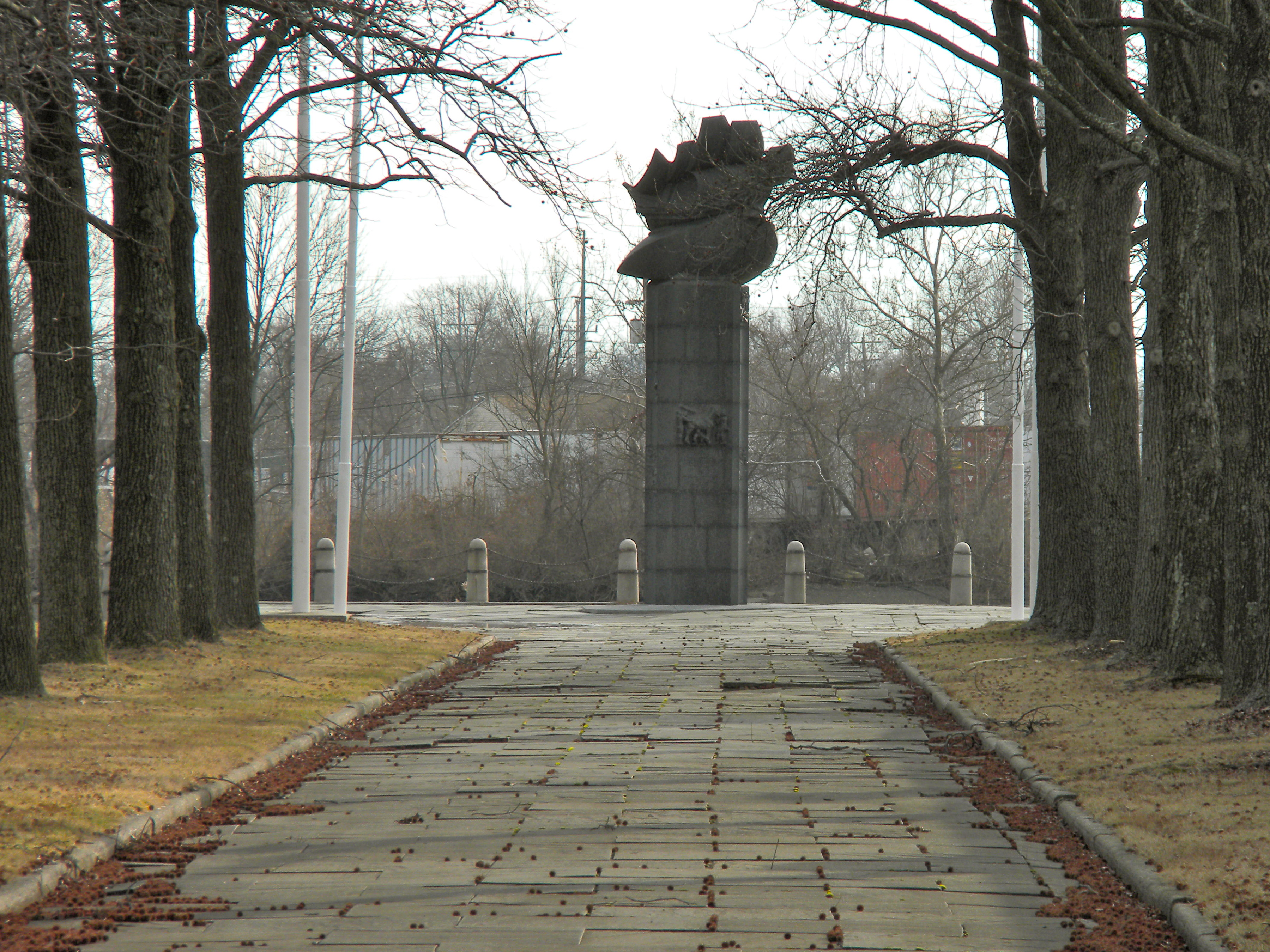
Delawaremonumentet i Fort Christinaparken.

Delawaremonumentet, även Kalmar Nyckelmonumentet och Nya Sverigemonumentet, är en skulptur av Carl Milles. Monumentet är ett minnesmärke över kolonin Nya Sverige och avtäcktes 1938. Skulpturen står i Christina State Park (Fort Christinaparken) i Wilmington, USA. En kopia av monumentet står på Stenpiren i Göteborg sedan 1958.

## Skulpturen
Monumentet består av en cirka 7,5 meter hög pelare och en skulptur av fartyget Kalmar Nyckel. Pelaren är av diabas och skulpturen är gjord i metall.
På pelaren finns reliefer och texter om olika historiska händelser knutna till kolonins historia. Fartyget är avbildat i fulla segel på en våg med fören pekande västerut.

## Historik
Monumentet avtäcktes den 27 juni 1938 i Wilmington i samband med firandet av 300-årsminnet av Nya Sveriges grundande, under dessa ceremonier närvarade kronprins Gustav Adolf, kronprinsessan Louise och prins Bertil samt USA:s president Franklin D. Roosevelt. Monumentet bekostades av gåvor efter en stor insamling.

### Stenpiren
Det var på Kooperativa förbundet (KF) i Stockholm som Albin Johansson och Axel Gjöres, vilka båda hade deltagit i festligheterna i Wilmington — tog ett initiativ till att ta fram en kopia av monumentet i Fort Christina State Park i Wilmington. För 15 000 kronor inköptes Carl Milles gipsmodell av KF, vilka samtidigt gav konstgjutare Herman Bergman i uppdrag att för 35 000 kronor låta gjuta en replik i brons. Tanken var att monumentet skulle ställas upp på Kvarnholmen vid inloppet till Stockholm, vilken ägdes av KF, så att man från de fartyg som anlöpte staden kunde betrakta monumentet. Men efter att ha fraktats ut till platsen, blev monumentet istället liggande i sina packlårar i 20 år.
År 1958 tog medlemmen av The Delaware Historical Society, Dr. Esther Chilstrom Meixner, initiativet till att Göteborg skulle få bli ny uppställningsplats. Genom kontakter med hamndirektören Stig Axelson och andra representanter för staden, och efter att Kooperativa förbundet givit sitt klartecken, beslöts att Stenpiren i Göteborgs gamla hamn skulle bli monumentets nya plats. KF-chefen Albin Johansson kunde därefter den 19 december 1958 låta täckelset falla.